# 소의 개체 식별을 위한 정보의 관리 및 전달에 관한 특별 조치법
소의 개체 식별을 위한 정보의 관리 및 전달에 관한 특별 조치법은 2003년에 제정된 일본의 법률이다. 소 개체를 식별하기 위한 정보를 적절히 관리하고 전달하는 일에 관한 특별한 조치를 강구한 것으로, 소해면상뇌증의 확산을 방지하기 위한 조치를 기초로 하며, 쇠고기와 관련되는 해당 개체의 식별을 위한 정보 제공을 촉진하여, 축산 및 그 관련 산업의 건전한 발전과 소비자의 이익 증진을 도모하는 것을 목적으로 한다(동법 1조).쇠고기 트레이서빌리티법」이라고도 한다. 주무관청은 농림 수산성이다.

## 구성
- 제1장 총칙(제1조 - 제2조)
- 제2장 소 개체 식별 대장(제3조 - 제7조)
- 제3장 소의 출생등의 신고 및 가축의 귀에 다는 표식용 금구의 관리(제8조 - 제13조)
- 제4장 특정 쇠고기의 표시등 (제14조 - 제18조)
- 제5장 세칙 (제19조 - 제22조)
- 제6장 벌칙 (제23조 - 제24조)
- 부칙

## 같이 보기
- 소 및 쇠고기 이력추적에 관한 법률
- 쇠고기
- 우해면상뇌증
- 트레이서빌리티